# Staroniwa
Staroniwa – część Rzeszowa, dzielnica niestanowiąca jednostki pomocniczej gminy, należąca do najstarszych w mieście. Staroniwa położona jest na południowym zachodzie miasta. Obejmuje powierzchnię ponad 4 km². Mieszka tu około 4 tysiące osób. Na terenie dzielnicy powstały w ostatnim czasie nowe osiedla bloków i domków jednorodzinnych: Wzgórza Staroniwskie i Słoneczna Reduta.
Wieś szlachecka, własność Ligęzów, położona była w 1589 roku w ziemi przemyskiej województwa ruskiego. 
Część wschodnia, stanowiąca dziś fragment śródmieścia Rzeszowa, włączona została do miasta w roku 1902. Pozostała, zachodnia część należy do Rzeszowa od roku 1951. 
Pomiędzy nimi w latach 70. XX wieku na historycznych terenach Staroniwy wybudowano duże osiedle mieszkaniowe Kmity.
W zasadniczej części zachodniej, wyznaczonej dziś przez przebieg przecinającej historyczną Staroniwę alei Wincentego Witosa, pełniącej rolę obwodnicy śródmieścia, dominuje zabudowa jednorodzinna (osiedle Staroniwa). W ostatnim czasie wybudowano tu jednak także osiedla nowych bloków w rejonie nazwanym Wzgórzami Staroniwskimi. Na ich skraju w 1911 r. został utworzony Cmentarz Staroniwa. W grudniu 2005 r. otwarto pierwszy w tym rejonie miasta hipermarket, funkcjonujący obecnie pod szyldem Bi1.
Na terenie wschodnim dzielnicy znajduje się dworzec kolejowy Rzeszów – Staroniwa, który pochodzi z czasów, gdy miasto wchodziło w skład Austro-Węgier oraz budynki Wydziałów Elektrotechniki i Informatyki oraz Budowy Maszyn i Lotnictwa Politechniki Rzeszowskiej, a także zachodnia część Osiedla Dąbrowskiego oraz największa z dzielnic przemysłowych miasta.
Na terenie dzielnicy Staroniwa urodził się i mieszkał poeta Emil Granat.
W Staroniwie urodził się Leopold Raznowiecki, generał brygady Ludowego Wojska Polskiego.
1 czerwca 1943 funkcjonariusze policji i żandarmeria niemiecka pod dowództwem Ottona Weissa zamordowała we wsi grupę 46 Polaków, 44 było mieszkańcami wsi.